# Aincioa
Aincioa (Aintzioa en euskera y oficialmente) es una localidad y concejo navarro del municipio de Erro. En 2005 tenía 19 habitantes. 
Su ubicación geográfica viene marcada por las coordenadas N 42° 55' 0 W 1° 25' 0 y se encuentra a 970 m s. n. m.